# Psathyrella calcarea
Psathyrella calcarea är en svampart som tillhör divisionen basidiesvampar, och som först beskrevs av Henri Romagnesi, och fick sitt nu gällande namn av Meinhard (Michael) Moser. Psathyrella calcarea ingår i släktet Psathyrella, och familjen Psathyrellaceae. Arten är reproducerande i Sverige.